# Elise Schaap
 Elise Schaap, née le 21 septembre 1982 à Rotterdam, est une actrice et doubleuse néerlandaise.

## Filmographie

### Cinéma
- 2006 : Liefde, dood & luchtgitaar : Laura
- 2008 : Bride Flight de Ben Sombogaart : Marjorie[2]
- 2012 : Jackie de Antoinette Beumer : Rosa
- 2013 : Matterhorn de Diederik Ebbinge : Trudy[3]
- 2014 : Farewell To The Moon (nl) de Dick Tuinder : Mary[4]
- 2015 : De Masters de Ruud Schuurman : Miriam[5]
- 2021 : Le Mauvais Camp de Cecilia Verheyden  : Daniëlle van Marken
- 2022 : Faithfully Yours d'André van Duren : Isabel Luijten
- 2023 : Double vice 2 : Isabel Luijten

### Téléfilms et séries
- 2025 : Dood spoor: Dr Anna O
- 2005 : Hotnews.nl (nl) : Maja
- 2007 : Keyzer & De Boer Advocaten : Annabel Prior
- 2009 : De vloer op (nl)
- 2012 : Hart tegen Hard (nl) : Ava Berendsen
- Depuis 2012 : Het Klokhuis (nl)
- 2012 : De vloer op (nl)
- 2012 : Welkom in de Gouden Eeuw (nl) : Lidewij
- 2013 : Doris (televisieserie) (nl) : Maya
- 2013 : Koefnoen (nl)
- 2014 : Welkom bij de Romeinen (nl) : Yvonne Jasperia
- Depuis 2015 : Familie Kruys (nl) : Ruxandra
- Depuis 2016 : De TV Kantine (nl) : Verschillende rollen
- 2017 : Soof: Een nieuw begin : Josine
- 2019 : Undercover : Danielle Bouman
- 2023 : Le Mauvais Camp : la série : Danielle van Marken

## Théâtre
- 2008 : Temmen van de Feeks
- 2008 : Rocco und seine bruder
- 2008 : Zomergasten
- 2009 : Antigone-Kreon-Oidipous
- 2010 : Alex in Wonderland
- 2010 : Sunday in the park
- 2010 : De boot en het meisje
- 2010 : Meisjes van Mussolini
- 2011 : Heldenbrigade
- 2011 : Hartfalen
- 2012-2013 : Woef side story
- 2013 : Een ideale vrouw
- 2014 : Sissi
- 2014-2015 : Hij Gelooft in Mij
- 2015 : De terugkeer van Hans en Grietje
- 2016 : We Want More
- 2017 : Into the Wood

## Vie privée
Elle est actuellement en couple avec l'acteur Wouter de Jong.